# بروبان
البروبان هو مركب كيميائي له الصيغة الكيميائية C3H8. وهو من الألكانات، أي أنه هيدروكربون أليفاتي. ويتم اشتقاقه من خلال تقطير النفط، أو أثناء عمليات استخراج الغاز الطبيعي.

## الاستخدامات
يستخدم البروبان كوقود ضمن الغاز النفطي المسال، ويتمُّ خلطُهُ مع كميات قليلة من بروبيلين، بيوتان، بيوتيلين، إثاننثيول لإعطاء رائحة للبروبان. ويتم استخدامه كوقود في الطبخ والشواء, والمواد المتنقلة، وفي السيارات والحافلات والرافعات الشوكية وسيارات الأجرة، كما يستخدم في المخيمات. وفي المناطق الريفية بالولايات المتحدة يستخدم في الأفران، تسخين المياه، المغاسل. ويتم نقل البروبان في صهاريج كبيرة إلى مستودعات دائمة قريبة من مناطق الاستخدام, لملء أنابيب البروبان.
ويستخدم في صناعة التبريد حيث يسمى مبرد امتصاص الغاز. ولا يزال كثير من المبردات التي صنعت في فترة الثلاثينيات تعمل إلى الآن.
يستخدم البروبان أيضا في رش رذاذ وخاصة بعد حظر كلوروفلوروكربون. ويطلق عليه الغاز الأخضر. ويستخدم في نوع من أنواع المسدسات تسمى مسدسات «أيرسوفت» (airsoft). كما يستخدم في تصنيع البتروكيماويات السفلى في التكسير البخاري.

## تاريخ البروبان
تم التعرف على البروبان لأول مرة كعنصر مُتبخرّ من الجاسولين بواسطة والتر أوز سنيلج مكتب المعادن بالولايات المتحدة في عام 1910. وكان أول من قام ببيع البروبان اقتصاديا وأسماه الجاوزل الأمريكي في عام 1912.

## وصلات خارجية
- الكيمياء الحسابية